# Мигаловский мост
Мигаловский мост (мост на трассе М10, мост на окружной) — автомобильный мост через реку Волгу на 175 километре автомобильной дороги Москва — Санкт-Петербург (М10 «Россия»), в северо-западной части Тверской окружной дороги. Находится в черте города Твери, пересекает административные границы Заволжского и Пролетарского районов, соединяет микрорайоны Черкассы и Мигалово.

## История
Мост был сооружён в 1961 году как часть окружной дороги (в объезд центра Твери) на трассе Москва — Санкт-Петербург. Длина 304,26 м. 2 полосы для движения транспорта. До его постройки весь транзитный транспорт проходил через центр города. Весной 1989 года мост был закрыт на реконструкцию. 26 апреля 1989 года обрушился один из пролётов моста. Для транзитного транспорта в 200 м к западу, у дороги на Рябеево, был сооружён понтонный мост (часть машин объезжала Тверь через Старицу). 15 ноября реконструкция моста была закончена, движение восстановлено. 3а 19 последующих лет реконструкция не проводилась, хотя транспортный поток увеличился многократно.

## Проблемы движения
За время существования Мигаловского моста транспортный поток увеличился в несколько раз — в конце 1980-х годов по мосту проходило до 10 тысяч машин в сутки, в конце 2000-х — до 30—35 тысяч. Мост перестал справляться с возросшим пассажиропотоком, на подъезде к нему образуются «пробки». Кроме того, движению мешал перекрёсток Тверской окружной дороги и проспекта 50 лет Октября, оборудованный светофором.

## Реконструкция
В связи с увеличением транспортного потока на федеральной автомагистрали Россия и износом железобетонных конструкций мост нуждался в реконструкции. Первоначальный проект реконструкции моста предусматривал расширение дорожного полотна с 2 до 3 полос, строительство нового правого моста на расстоянии 22 м ниже по течению и реконструкцию существующего моста (при этом по реконструированному левому мосту предполагалось движение в сторону Москвы, по новому правому — в сторону Санкт-Петербурга), а также строительство автодорожных развязок на пересечении с проспектом 50 лет Октября (с отдельным выездом на Мигаловскую набережную вдоль моста) и в районе Черкасс.
Проект реконструкции мостового перехода разработан на основании обоснования инвестиций в реконструкцию автомобильной дороги М-10 «Россия» — от Москвы через Тверь, Новгород до Санкт-Петербурга на участке Москва — Торжок км 29+300 — км 246+000 с обходами г. Клин и г. Солнечногорск в Московской и Тверской областях, утвержденному распоряжением Росавтодора от 18.04.2005 г. № СП-93-р, исходя из перспективной (на 2030 год) интенсивности движения 39,200 тыс. автомобилей в сутки.
В 2008 году началась реконструкция мостового перехода в составе двух очередей строительства.

### I очередь
Строительство с 2008 года нового правого мостового строения в 22 м ниже по течению реки Волги от старого моста, сооружение эстакады на пересечении с проспектом 50 лет Октября, автодорожных подходов и съездов, двух надземных пешеходных переходов.
7 декабря 2010 года временно открылось движение (в обе стороны) по новому мосту для того, чтобы освободить старый мост, на котором была произведена замена дорожного покрытия. После этого, весной 2011 года, движение вновь было возобновлено по старому мосту. Дорожное покрытие нового моста оказалось крайне низкого качества — менее чем за полгода, пока по нему осуществлялось движение, в асфальте успели появиться заметные колеи.
28 сентября 2012 года, после достройки правобережной подходной эстакады длиной 892,75 м, открыто движение по новому правому мостовому строению.
Основные технические параметры правого мостового строения:
- длина 304,26 м;
- габарит Г-(1,0+4х3,75+2,0) м.

Основные технические параметры подходной эстакады:
- длина 892,75 м;
- габарит Г-(1,0+3х3,75+2,0) м.

Строительная длина мостового перехода с подходами — 2,38 км.

### II очередь
Первоначальный проект реконструкции старого моста претерпел существенные изменения по ходу строительства. Учитывая ремонтонепригодное состояние моста, на котором имели место многочисленные сквозные провалы проезжей части в 2006, 2010, 2012 годах, несоответствие его конструктивных элементов действующим современным нагрузкам и перспективной ширины руслового судоходного пролёта требованиям ФГУП «Канал имени Москвы», генеральной проектной организацией ОАО «Гипротрансмост» было принято решение о полной разборке существующего и возведении на его месте нового четырёхполосного моста, аналогичного построенному в первой очереди.
Проектная документация разработана ОАО "Институт по изысканиям и проектированию мостовых переходов «Гипротрансмост» (ОАО «Гипротрансмост») в 2011—2012 годах.
Старый аварийный Мигаловский мост был закрыт в апреле 2013 года и начата его разборка.
В декабре 2014 года был определён победитель конкурса на II очередь реконструкции мостового перехода — ООО «Мостотрест». Строительство нового левого мостового строения было начато в 2015 году.
В составе II очереди на месте старого демонтированного моста построен новый мост, конструктивно аналогичный правому мостовому строению. Построены съездная эстакада на пересечении трассы с проспектом 50 лет Октября, съезд с моста на проспект 50 лет Октября, автодорожные подходы к мосту, въезд с ул. Черкасской, проезды под мостами, выезды с примыкающих к трассе территорий. Возведены подпорные стенки, восстановлено и расширено берегоукрепление, установлены шумозащитные экраны, реконструированы очистные сооружения.
Основные технические параметры правого мостового строения:
- длина 307,92 м;
- габарит Г-(1,0+4х3,75+2,0) м.

Основные технические параметры подходной эстакады:
- длина 679,25 м;
- габарит Г-(1,0+3х3,75+2,0) м.

Строительная длина мостового перехода с подходами — 2,42 км.
Транзитное движение открыто 4 июня 2018 года.
Строительство II очереди реконструкции и всего Мигаловского мостового перехода окончательно завершилась 31 августа 2019 года после запуска в эксплуатацию съезда с левого мостового сооружения в город со стороны Санкт-Петербурга.
Мостовой переход после масштабной реконструкции включает две проезжие части по 4 полосы движения в каждую сторону, подходную эстакаду со стороны Москвы и съездную эстакаду со стороны Санкт-Петербурга — по 3 полосы каждая.